# Yonel Govindin
Yonel Govindin, né le 20 novembre 1993 à Cayenne en Guyane, est un nageur français.   

## Carrière
Yonel Govindin est sacré champion de France du 50 mètres nage libre lors des Championnats de France de natation 2018 à Saint-Raphaël.
Lors des Championnats de France de natation en petit bassin 2018 à Montpellier, il décroche la médaille d'or du 50 mètres nage libre.